# АЭС Энрико Ферми (Италия)
АЭС Энрико Ферми (итал. Centrale elettronucleare Enrico Fermi) — закрытая атомная электростанция на северо-западе Италии. Названа в честь знаменитого итальянского физика-ядерщика Энрико Ферми. Интересным является тот факт, что в США также располагается АЭС с названием Энрико Ферми.
АЭС Энрико Ферми расположена на левом берегу реки По в коммуне Трино провинции Верчелли (Пьемонт). Строительство АЭС в Трино, второй АЭС в Италии, завершилось в 1964 году, когда был запущен первый и единственный реактор с водой под давлением (PWR) мощностью 260 МВт. 
В начале 1980-х был разработан план по развитию атомной энергетики Италии, который в том числе включал в себя строительство новой электростанции рядом с АЭС Энрико Ферми. Станция должна была состоять из двух реакторов мощностью 1000 МВт каждый. Однако, по решению общенационального итальянского референдума 1987 года, АЭС Энрико Ферми была остановлена в 1990 году. Вывод из эксплуатации АЭС в Трино завершится к 2024 году. Таким образом станция Энрико Ферми станет первой демонтированной в Италии. Для этих целей осталось утилизировать более двухсот тысяч тонн отходов, включая 2 тонны радиоактивных..

## Информация об энергоблоках
| Энергоблок   | Тип реакторов   | Мощность | Мощность | Начало строительства | Физпуск    | Подключение к сети | Ввод в эксплуатацию | Закрытие   |
| Энергоблок   | Тип реакторов   | Чистый   | Брутто   | Начало строительства | Физпуск    | Подключение к сети | Ввод в эксплуатацию | Закрытие   |
| ------------ | --------------- | -------- | -------- | -------------------- | ---------- | ------------------ | ------------------- | ---------- |
| Энрико Ферми | PWR, W (4-loop) | 260 МВт  | 270 МВт  | 01.07.1961           | 21.06.1964 | 22.10.1964         | 01.01.1965          | 01.07.1990 |